# Marilyn White
Marilyn Elaine White (* 17. Oktober 1944 in Los Angeles) ist eine ehemalige US-amerikanische Leichtathletin, die vorwiegend im 100-Meter-Lauf antrat.
White wurde 1963 Meisterin der Amateur Athletic Union über 220 Yards. Im selben Jahr gewann sie bei den Panamerikanischen Spielen in São Paulo hinter ihrer Landsfrau Edith McGuire und der Kubanerin Miguelina Cobián die Bronzemedaille im 100-Meter-Lauf und siegte zusammen mit Vivian Brown, Willye White und Norma Harris in der 4-mal-100-Meter-Staffel.
Bei den Olympischen Spielen 1964 in Tokio holte White gemeinsam mit Willye White, Wyomia Tyus und Edith McGuire die Silbermedaille in der Staffel. Im 100-Meter-Lauf verpasste sie eine weitere Medaille knapp. Hinter Tyus und McGuire verdrängte die Polin Ewa Kłobukowska sie auf den vierten Platz und verhinderte so einen US-amerikanischen Dreifachtriumph.